# Contre-djihadisme
La notion de contre-djihadisme ou anti-djihadisme est revendiquée dans l'Occident du début du XXIe siècle par divers courants politiques essentiellement d'Extrême droite partisans de l'Islamophobie, et prônant une action terroriste rassemblant des auteurs, des blogueurs, des groupes de réflexion, des mouvements de rue, etc., qui soutiennent l'idée que l'islam serait, au delà d'une religion, une idéologie qui constituerait une menace existentielle pour la civilisation occidentale. Ainsi, les antidjihadistes considèrent tous les musulmans comme une menace potentielle, notamment lorsqu'ils vivent déjà à l’intérieur des frontières occidentales ; il s'agit d'une rationalisation de l'islamophobie.
Les musulmans occidentaux y sont présentés comme une « cinquième colonne », cherchant à collectivement déstabiliser l’identité et les valeurs des nations occidentales au profit d’un supposé mouvement islamique international qui chercherait à établir un califat dans les pays occidentaux,. Le mouvement anti-djihad est diversement décrit comme anti-islamique, islamophobe, incitant à la haine contre les musulmans et d'extrême droite. Parmi les personnalités influentes du mouvement figurent les blogueurs Pamela Geller et Robert Spencer aux États-Unis, ainsi que Geert Wilders et Tommy Robinson en Europe.
Les racines du mouvement remontent aux années 1980[réf. nécessaire] mais il ne prend une ampleur significative qu’après les attentats du 11 septembre[réf. nécessaire], les attentats de Londres de juillet 2005[réf. nécessaire], la controverse sur les caricatures de Mahomet dans le Jyllands-Posten[réf. nécessaire] et les émeutes françaises de 2005[réf. nécessaire]. Dès 2006, des blogueurs tels que Fjordman sont identifiés comme jouant un rôle clé dans la diffusion de l'idéologie de l'anti-djihadisme. La théorie du complot Eurabia de Bat Ye'or, publiée dans son livre éponyme en 2005, joue également un rôle important dans l'influence du mouvement. Les premières conférences officielles contre-djihadiste ont lieu en 2007. 
Le mouvement reçoit une attention internationale en 2011 à la suite des attentats perpétrés par le néo-nazi Anders Behring Breivik, qui appuie son action sur un manifeste qui exploite et reproduit abondamment les écrits de blogueurs anti-djihad, et à la suite de l'émergence de blogueurs anti-djihadistes et de mouvements de rue[Quoi ?] tels que l'English Defense League (EDL) et PEGIDA. Le mouvement est représenté en Europe et en Amérique du Nord.
Selon les universitaires, les théories du complot constituent un élément clé du mouvement anti-djihad. Le mouvement serait également fortement pro- israélien,.  